# Arna-Bjørnar Fotball 2016
Questa voce raccoglie le informazioni riguardanti l'Arna-Bjørnar Fotball nelle competizioni ufficiali della stagione 2016.

## Stagione
L'Arna-Bjørnar, reduce dal 7º posto del campionato 2015, ha cominciato la stagione sotto la guida di un nuovo allenatore, Morten Røssland. La squadra ha chiuso l'annata all'8º posto, mentre l'avventura nel Norgesmesterskapet si è chiusa al terzo turno con l'eliminazione per mano del Sandviken.

## Maglie e sponsor
Lo sponsor tecnico per la stagione 2016 è stato Umbro, mentre lo sponsor ufficiale è stato Sparebanken Vest. La divisa casalinga era composta da una maglietta rossa con inserti bianchi, con pantaloncini e calzettoni neri. La divisa da trasferta era invece totalmente nera.
| Casa | Trasferta |

## Rosa
| N. |                        | Ruolo | Calciatrice       |
| -- | ---------------------- | ----- | ----------------- |
| 1  | Stati Uniti (bandiera) | P     | Alyssa Giannetti  |
| 2  | Norvegia (bandiera)    | C     | Karoline Haugland |
| 3  | Norvegia (bandiera)    | D     | Victoria Tangen   |
| 4  | Messico (bandiera)     | D     | Bianca Sierra     |
| 5  | Norvegia (bandiera)    | D     | Ingrid Stenevik   |
| 6  | Norvegia (bandiera)    | C     | Vilde Risa        |
| 7  | Norvegia (bandiera)    | C     | Elise Stenevik    |
| 8  | Norvegia (bandiera)    | C     | Andrine Mo        |
| 9  | Norvegia (bandiera)    | C     | Sigrid Hansen     |
| 10 | Norvegia (bandiera)    | C     | Maria Brochmann   |
| 12 | Norvegia (bandiera)    | P     | Benedicte Håland  |

| N. |                     | Ruolo | Calciatrice                |
| -- | ------------------- | ----- | -------------------------- |
| 13 | Norvegia (bandiera) | D     | Cecilie Kvamme             |
| 14 | Norvegia (bandiera) | C     | Lisa Naalsund              |
| 15 | Norvegia (bandiera) | A     | Amalie Eikeland            |
| 16 | Norvegia (bandiera) | A     | Ine Marie Wedaa            |
| 17 | Norvegia (bandiera) | C     | Rikke Nygard               |
| 18 | Norvegia (bandiera) | A     | Ingrid Altermark           |
| 19 | Norvegia (bandiera) | A     | Emilie Nautnes             |
| 20 | Norvegia (bandiera) | D     | Kristin Risnes             |
| 21 | Norvegia (bandiera) | C     | Thea Bjelde                |
| 22 | Norvegia (bandiera) | P     | Sandra Stavenes            |
| 24 | Norvegia (bandiera) | C     | Charlotte Ulvesæter Nilsen |

## Calciomercato

### Sessione invernale
| Arrivi | Arrivi           | Arrivi                      | Arrivi     |
| R.     | Nome             | da                          | Modalità   |
| ------ | ---------------- | --------------------------- | ---------- |
| P      | Alyssa Giannetti | California State University | definitivo |
| D      | Bianca Sierra    | Boston Breakers             | definitivo |

| Partenze | Partenze              | Partenze        | Partenze   |
| R.       | Nome                  | a               | Modalità   |
| -------- | --------------------- | --------------- | ---------- |
| P        | Megan Kinneman        |                 | svincolata |
| D        | Lauren Bohaboy        |                 | svincolata |
| D        | Sarah Jackson         |                 | svincolata |
| D        | Kristin Müller        |                 | svincolata |
| D        | Caroline Walde        |                 | svincolata |
| A        | Tina Charlotte Algrøy | Vestsiden-Askøy | definitivo |
| A        | Åsne Takle Eide       | Sandviken       | definitivo |

### Sessione estiva
| Arrivi | Arrivi           | Arrivi    | Arrivi     |
| R.     | Nome             | da        | Modalità   |
| ------ | ---------------- | --------- | ---------- |
| D      | Kristin Risnes   | Klepp     | definitivo |
| C      | Thea Bjelde      | Kaupanger | definitivo |
| A      | Ingrid Altermark | Medkila   | definitivo |

| Partenze | Partenze | Partenze | Partenze |
| R.       | Nome     | a        | Modalità |
| -------- | -------- | -------- | -------- |

## Risultati

### Toppserien

#### Girone di andata
| Arbitro: | Buhaug Folstad |

|           |           |               |
| Bakke 70’ | Marcatori | 66’ Brochmann |

| Arbitro: | Langnes Aarland |

|              |           |                            |
| Naalsund 10’ | Marcatori | 13’ (rig.) Lund 19’ Kemppi |

| Arbitro: | Wenche Kleven (Lørenskog) |

|            |           |                       |
| Storrø 72’ | Marcatori | 45’ Wedaa 76’ Nautnes |

| Arbitro: | Zangeneh |

|             |           |  |
| Nautnes 73’ | Marcatori |  |

| Arbitro: | Sørø (Molde) |

|                                                       |           |  |
| Byom-Nilssen 54’ Hansen 59’, 82’ Giannetti 77’ (aut.) | Marcatori |  |

| Arbitro: | Buhaug Folstad |

|  |           |                                |
|  | Marcatori | 47’, 66’ Sandvei 82’ Löfwenius |

| Arbitro: | Eide (Drammen) |

|               |           |                                        |
| Altermark 24’ | Marcatori | 40’ Naalsund 45’ Eikeland 88’ Haugland |

| Arbitro: | Sørø (Molde) |

|             |           |  |
| Rønning 61’ | Marcatori |  |

| Arbitro: | Berghøi (Auli) |

|                                |           |  |
| Eikeland 49’, 72’ Naalsund 86’ | Marcatori |  |

| Arbitro: | Frøyland |

|                            |           |  |
| Pedersen 11’, 82’ Dahl 56’ | Marcatori |  |

| Arbitro: | Tandstad (Tandstad) |

|            |           |  |
| Nautnes 2’ | Marcatori |  |

#### Girone di ritorno
| Arbitro: | Langnes Aarland |

|                             |           |  |
| Kemppi 19’ Segtnan Thun 90’ | Marcatori |  |

| Arbitro: | Buhaug Folstad |

|              |           |  |
| Eikeland 47’ | Marcatori |  |

| Arbitro: | Sørø (Molde) |

|                               |           |  |
| Schryvers 32’ Nordin 70’, 77’ | Marcatori |  |

| Arbitro: | Wenche Kleven (Lørenskog) |

|  |           |           |
|  | Marcatori | 41’ Luana |

| Arbitro: | Eide (Drammen) |

|                        |           |  |
| Døvle 21’ Bergland 89’ | Marcatori |  |

| Indre Arna 24 settembre 2016, ore 15:00 17ª giornata | Arna-Bjørnar        | 0 – 0 referto | Stabæk | Arna Idrettspark (126 spett.)\| Arbitro: \| Tandstad (Tandstad) \| |
| Arbitro:                                             | Tandstad (Tandstad) |               |        |                                                                    |

| Arbitro: | Zangeneh |

|                                                                                             |           |                |
| Haavi 3’ Sønstevold 31’ Westerlund 34’, 57’ Wold 38’ Spitse 45’ Herlovsen 61’ Mykjåland 80’ | Marcatori | 15’, 67’ Wedaa |

| Indre Arna 9 ottobre 2016, ore 13:00 19ª giornata | Arna-Bjørnar   | 0 – 0 referto | Medkila | Arna Idrettspark (132 spett.)\| Arbitro: \| Berghøi (Auli) \| |
| Arbitro:                                          | Berghøi (Auli) |               |         |                                                               |

| Arbitro: | Thoresen |

|                                    |           |                                            |
| Naalsund 8’, 23’, 78’ Eikeland 84’ | Marcatori | 10’, 88’ Utland 31’, 86’ Reiten 41’ Melhus |

| Arbitro: | Nervik (Trondheim) |

|                       |           |                                          |
| Krogedal Smørsgård 5’ | Marcatori | 4’ Kvamme 49’ (rig.) Naalsund 50’ Hansen |

| Indre Arna 5 novembre 2016, ore 12:00 22ª giornata | Arna-Bjørnar | 0 – 0 referto | Røa | Arna Idrettspark (129 spett.)\| Arbitro: \| Zangeneh \| |
| Arbitro:                                           | Zangeneh     |               |     |                                                         |

### Norgesmesterskapet
| Arbitro: | Ege |

|             |           |                                                          |
| Kogstad 77’ | Marcatori | 16’ Eikeland 20’ Risa 21’ Wedaa 31’ Nautnes 60’ Naalsund |

| Arbitro: | Sinnes |

|  |           |                          |
|  | Marcatori | 46’ Andreassen 90’ Spord |

## Statistiche

### Statistiche di squadra
| Competizione       | Punti | In casa | In casa | In casa | In casa | In casa | In casa | In trasferta | In trasferta | In trasferta | In trasferta | In trasferta | In trasferta | Totale | Totale | Totale | Totale | Totale | Totale | DR  |
| Competizione       | Punti | G       | V       | N       | P       | Gf      | Gs      | G            | V            | N            | P            | Gf           | Gs           | G      | V      | N      | P      | Gf     | Gs     | DR  |
| ------------------ | ----- | ------- | ------- | ------- | ------- | ------- | ------- | ------------ | ------------ | ------------ | ------------ | ------------ | ------------ | ------ | ------ | ------ | ------ | ------ | ------ | --- |
| Toppserien         | 25    | 11      | 4       | 3       | 4       | 11      | 11      | 11           | 3            | 1            | 7            | 11           | 27           | 22     | 7      | 4      | 11     | 22     | 38     | -16 |
| Norgesmesterskapet | -     | 1       | 0       | 0       | 1       | 0       | 2       | 1            | 1            | 0            | 0            | 5            | 1            | 2      | 1      | 0      | 1      | 5      | 3      | +2  |
| Totale             | -     | 12      | 4       | 3       | 5       | 11      | 13      | 12           | 4            | 1            | 7            | 16           | 28           | 24     | 8      | 4      | 12     | 27     | 41     | -14 |

### Andamento in campionato
| Giornata  | 1 | 2 | 3 | 4 | 5 | 6 | 7 | 8 | 9 | 10 | 11 | 12 | 13 | 14 | 15 | 16 | 17 | 18 | 19 | 20 | 21 | 22 |
| --------- | - | - | - | - | - | - | - | - | - | -- | -- | -- | -- | -- | -- | -- | -- | -- | -- | -- | -- | -- |
| Luogo     | T | C | T | C | T | C | T | T | C | T  | C  | T  | C  | T  | C  | T  | C  | T  | C  | C  | T  | C  |
| Risultato | N | P | V | V | P | P | V | P | V | P  | V  | P  | V  | P  | P  | P  | N  | P  | N  | P  | V  | N  |
| Posizione | 5 | 8 | 6 | 6 | 7 | 8 | 5 | 6 | 5 | 6  | 5  | 6  | 6  | 6  | 8  | 8  | 7  | 7  | 8  | 8  | 8  | 8  |

Fonte:  Toppserien 2016, su altomfotball.no, Altomfotball.
Legenda:

Luogo: C = Casa; T = Trasferta. Risultato: V = Vittoria; N = Pareggio; P = Sconfitta.

### Statistiche dei giocatori
| Giocatore    | Toppserien | Toppserien | Toppserien  | Toppserien | Norgesmesterskapet | Norgesmesterskapet | Norgesmesterskapet | Norgesmesterskapet | Coppe europee | Coppe europee | Coppe europee | Coppe europee | Altre coppe | Altre coppe | Altre coppe | Altre coppe | Totale   | Totale | Totale      | Totale     |
| Giocatore    | Presenze   | Reti       | Ammonizioni | Espulsioni | Presenze           | Reti               | Ammonizioni        | Espulsioni         | Presenze      | Reti          | Ammonizioni   | Espulsioni    | Presenze    | Reti        | Ammonizioni | Espulsioni  | Presenze | Reti   | Ammonizioni | Espulsioni |
| ------------ | ---------- | ---------- | ----------- | ---------- | ------------------ | ------------------ | ------------------ | ------------------ | ------------- | ------------- | ------------- | ------------- | ----------- | ----------- | ----------- | ----------- | -------- | ------ | ----------- | ---------- |
| I. Altermark | 7          | 0          | 1           | 0          | -                  | -                  | -                  | -                  | -             | -             | -             | -             | -           | -           | -           | -           | 7        | 0      | 1           | 0          |
| T. Bjelde    | 2          | 0          | 0           | 0          | 0                  | 0                  | 0                  | 0                  | -             | -             | -             | -             | -           | -           | -           | -           | 2        | 0      | 0           | 0          |
| M. Brochmann | 3          | 1          | 0           | 0          | 0                  | 0                  | 0                  | 0                  | -             | -             | -             | -             | -           | -           | -           | -           | 3        | 1      | 0           | 0          |
| A. Eikeland  | 22         | 5          | 1           | 0          | 2                  | 1                  | 0                  | 0                  | -             | -             | -             | -             | -           | -           | -           | -           | 24       | 6      | 1           | 0          |
| A. Giannetti | 22         | -38        | 0           | 0          | 2                  | -3                 | 1                  | 0                  | -             | -             | -             | -             | -           | -           | -           | -           | 24       | -41    | 1           | 0          |
| B. Håland    | 0          | 0          | 0           | 0          | 0                  | 0                  | 0                  | 0                  | -             | -             | -             | -             | -           | -           | -           | -           | 0        | 0      | 0           | 0          |
| S. Hansen    | 22         | 1          | 1           | 0          | 2                  | 0                  | 0                  | 0                  | -             | -             | -             | -             | -           | -           | -           | -           | 24       | 1      | 1           | 0          |
| K. Haugland  | 19         | 1          | 4           | 0          | 2                  | 0                  | 0                  | 0                  | -             | -             | -             | -             | -           | -           | -           | -           | 21       | 1      | 4           | 0          |
| C. Kvamme    | 22         | 1          | 1           | 0          | 2                  | 0                  | 0                  | 0                  | -             | -             | -             | -             | -           | -           | -           | -           | 24       | 1      | 1           | 0          |
| A. Mo        | 6          | 0          | 1           | 0          | 1                  | 0                  | 0                  | 0                  | -             | -             | -             | -             | -           | -           | -           | -           | 7        | 0      | 1           | 0          |
| L. Naalsund  | 21         | 7          | 1           | 0          | 2                  | 1                  | 0                  | 0                  | -             | -             | -             | -             | -           | -           | -           | -           | 23       | 8      | 1           | 0          |
| E. Nautnes   | 19         | 3          | 1           | 0          | 2                  | 1                  | 0                  | 0                  | -             | -             | -             | -             | -           | -           | -           | -           | 21       | 4      | 1           | 0          |
| R. Nygard    | 17         | 0          | 1           | 0          | 2                  | 0                  | 0                  | 0                  | -             | -             | -             | -             | -           | -           | -           | -           | 19       | 0      | 1           | 0          |
| K. Risnes    | 5          | 0          | 1           | 0          | -                  | -                  | -                  | -                  | -             | -             | -             | -             | -           | -           | -           | -           | 5        | 0      | 1           | 0          |
| V. Risa      | 22         | 0          | 1           | 0          | 2                  | 1                  | 0                  | 0                  | -             | -             | -             | -             | -           | -           | -           | -           | 24       | 1      | 1           | 0          |
| B. Sierra    | 21         | 0          | 2           | 0          | 2                  | 0                  | 0                  | 0                  | -             | -             | -             | -             | -           | -           | -           | -           | 23       | 0      | 2           | 0          |
| S. Stavenes  | 0          | -0         | 0           | 0          | 0                  | -0                 | 0                  | 0                  | -             | -             | -             | -             | -           | -           | -           | -           | 0        | -0     | 0           | 0          |
| E. Stenevik  | 22         | 0          | 1           | 0          | 2                  | 0                  | 0                  | 0                  | -             | -             | -             | -             | -           | -           | -           | -           | 24       | 0      | 1           | 0          |
| I. Stenevik  | 22         | 0          | 1           | 0          | 2                  | 0                  | 0                  | 0                  | -             | -             | -             | -             | -           | -           | -           | -           | 24       | 0      | 1           | 0          |
| V. Tangen    | 1          | 0          | 0           | 0          | 0                  | 0                  | 0                  | 0                  | -             | -             | -             | -             | -           | -           | -           | -           | 1        | 0      | 0           | 0          |
| I. Wedaa     | 21         | 3          | 0           | 0          | 2                  | 1                  | 0                  | 0                  | -             | -             | -             | -             | -           | -           | -           | -           | 23       | 4      | 0           | 0          |